# جوز الزنج

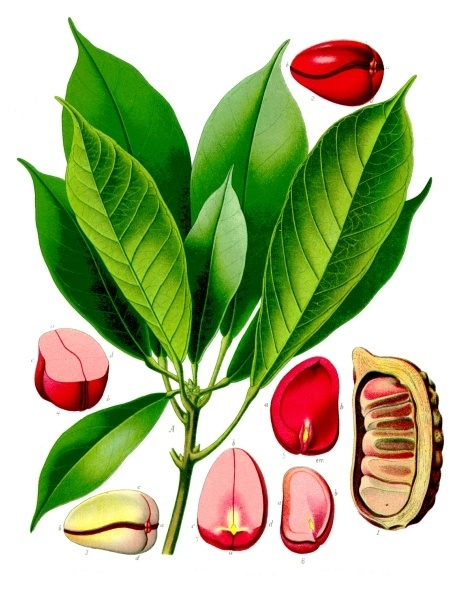
Cola acuminata

جوز السودان، كولا، كوله أو جوز الزنج أو القورو (الاسم العلمي: Cola Acuminata). ينتمي هذا النبات إلى العائلة الخبازية. وهو أحد نوعين يؤخذ منها ما يعرف بجوزة الكولا والنوع الثاني الذي ياخذ منه جوز الكولا هو Cola nitida.

## الوصف
هي عبارة عن بذور لأشجار كبيرة ومعمرة دائمة الخضرة وتعتبر من أهم مصادر الأخشاب يبلغ طولها إلى 20 متر. موطنها الأصلي هو غرب إفريقيا. ذات أوراق جلدية طويلة. تحتوي قرون الثمار على 1 – 2 من البذور، لحمية القوام ووردية اللون تحتوي كل بذرة على أكثر من فلقتين. تحتوي البذرة على مركبات فعالة هي الكافيين ومواد عفصية، ومركبات فينولية متعددة وصبغة الكولا الحمراء، وبروتينات، ونشويات. تكون هذه المواد المضادة للأكسدة في أحسن حالاتها عندما تكون البذور طازجة وحديثة القطف.

## استخداماته
يستخدم جوز الزنج أو (القورو) في الطب الشعبي الأفريقي لعدة أمور هي:
- زيادة النشاط الجسمي والعضلي.
- في ضعف الجنسي.
- في ضعف الأعصاب.
- في ضعف وانخفاض الانفعالات.
- الاكتئاب النفسي.
- الإسهال العصبي.
- الصداع النصفي.
- دوار الحركة.
- حالات القلق النفسي.
- الآلام العصبية.
- منبه للجهاز العصبي المركزي.
- مُدَرّر للبول.
- قابض للجروح والتقرحات.

طريقة عمل القورو وميكانيكيات التأثير غير معروفة للعلماء حتى الآن , ولكن يعتقد أن مجموعة المواد الفعالة الطازجة تعمل متكافلة مع بعضها البعض مسببة في زيادة انسياب الدم في جميع الأعضاء الحساسة مثل: الدماغ , والأعضاء التناسلية , والقلب , والكليتان , والكبد وبالتالي تؤدي إلى حالة من الارتياح النفسي , ويزيد من الباه (الرغبة لممارسة الجنس لدى كلا الجنسين).

## الأضرار
أضرار جَوزُ الزَّنْج أو (القورو) تشبه إلى حد كبير أضرار تناول كميات كبيرة من الشاي أو القهوة حيث تظهر عند تناول كميات كبيرة خلال فترة قصيرة أعراض التسمم بالكافين والتي تشمل:
1. الأرق.
2. توتر الاعصاب والعصبية الزائدة.
3. الشعور بعدم الراحة والتَمَلمُل.
4. الشعور بكَرب (عدم راحة أو أعراض على شاكلتها) في المعدة.
5. يؤدي إلى الإدمان , وعند الانقطاع عن تناول الكافين يسبب ذلك بالشعور بصداع شديد قد يستمر من 4 – 5 أيام .
6. التسمم بالكافين يؤدي إلى زيادة الاحتمال بالإصابة بالنوبات القلبية.

## الاستهلاك
لا ينصح بتعاطيها لمن يعانون من ارتفاع في ضغط الدم وقرحة المعدة والاثني عشر ومشاكل في القلب والأوعية الدموية.
ويلاحظ في الآونة الأخيرة طلب الفتيات عليها أكثر من الرجال والكبار في السن.